# Хасанов, Рустем Шамильевич
Рустем Шамильевич Хасанов (род. 8 марта 1956 года, Мелекесс, Ульяновская область, РСФСР, СССР) — российский хирург-онколог, ректор КГМА (с 2016 года), член-корреспондент РАН (2016).

## Биография
Родился 8 марта 1956 года в Мелекессе (сейчас — Димитровград) Ульяновской области.
В 1979 году окончил Казанский государственный медицинский институт по специальности "лечебное дело".
С 1979 по 1985 годы — врач-хирург отделения неотложной хирургии Казанской городской больницы № 15.
С 1985 по 2015 годы — главный врач Республиканского клинического онкологического диспансера Министерства здравоохранения РТ.
С 2003 г.  по настоящее время работает в Казанской государственной медицинской академии заведующим кафедрой онкологии, радиологии и паллиативной медицины. С 2015 по 2016 год — и. о. ректора, с ноября 2016 года — директор КГМА — филиала РМАНПО.
С 2008 года — по совместительству директор Приволжского филиала Российского онкологического научного центра имени Н. Н. Блохина РАМН.
В 2016 году избран членом-корреспондентом РАН.
Владеет немецким языком.

## Научная деятельность
В 1991 году защитил кандидатскую диссертацию на тему «Применение электрохимически активированного 0,3 % KCl в лечении гнойных ран».
В 2001 году защитил докторскую диссертацию на тему «Злокачественные новообразования и совершенствование управления онкологической службы крупного промышленного региона».
Специалист в области онкологии, организации онкологической службы.
Автор более 400 печатных работ, в том числе 10 монографий и практических пособий для врачей.
Главный онколог Поволжского федерального округа и Республики Татарстан, председатель правления ассоциации онкологических учреждений Приволжского федерального округа, член правления ассоциации онкологов РФ.
Главный редактор журнала «Поволжский онкологический вестник».

## Награды
- Орден Пирогова (5 февраля 2024 года) — за большой вклад в развитие отечественной науки, многолетнюю плодотворную деятельность и в связи с 300-летием со дня основания Российской академии наук[4]
- Заслуженный врач Российской Федерации (16 октября 2002 года) — за заслуги в области здравоохранения и многолетнюю добросовестную работу[5]
- Заслуженный врач Республики Татарстан
- Государственная премия Республики Татарстан в области науки и техники (2003, 2020)
- Премия Правительства Российской Федерации в области науки и техники (в составе группы, за 2008 год) — за разработку и внедрение в клиническую практику методов прогноза и рациональной лекарственной терапии злокачественных опухолей на основании изучения молекулярно-биологических маркеров[6]
- Премия «Призвание», номинация «За создание нового направления в медицине» (2012)
- Медаль «В память 1000-летия Казани» (2005)
- Золотая медаль имени Н. Н. Блохина (2014)
- Медаль «За доблестный труд» (2015)
- Благодарность президента Республики Татарстан (2016)